# Ispytatel'nyj srok
Ispytatel'nyj srok (Испытательный срок) è un film del 1960 diretto da Vladimir Ivanovič Gerasimov.